# Amka
Amka war der Name eines altägyptischen hohen Beamten, der unter den Königen (Pharaonen) Djer, Wadji und Den in der 1. Dynastie tätig war. Er ist der erste frühägyptische Beamte, dessen berufliche Karriere nahezu lückenlos nachverfolgt werden kann.
Amkas Name erscheint auf Siegelabdrücken aus den Gräbern der Könige Djer, Wadji und Den, sowie dem Grab der Königin Meritneith im königlichen Friedhof von Abydos.
Amka ist ein Beamter der frühen Dynastien, der gleich mehreren Königen diente. Seine Karriere begann in den letzten Regierungsjahren des König Djer, setzte seine Laufbahn unter Wadji fort und beendete diese in den ersten Jahren der Herrschaft von König Den. In der Regierungszeit von Djer war er bereits an der Verwaltung der Domäne „Hor-sechenti-dju“ beteiligt und führte die Titel „Nebi“ und „Heri-nechenu“. Letztgenannten Titel trug er noch unter König Wadji. Unter Meritneith und Den hatte er bereits den Höhepunkt seiner Karriere überschritten, nachdem er Totenpriester (ägypt. „Sechenu-ach“) wurde. In seinem letzten Amt beaufsichtigte Amka als Gauleiter (ägypt. Adj-mer) die Region „Haus des Rindes“ (ägypt. hut-ihut), die im westlichen Nildelta lag. Es scheint, dass Amka von seiner früheren Position als königlicher Verwalter in die regionale Verwaltungsebene gewechselt war.